# Dogville – A menedék
A  Dogville - A menedék 2003-ban bemutatott film, amelyet Lars von Trier írt és rendezett. A főszerepben Nicole Kidman és Paul Bettany látható, a mellékszerepekben Stellan Skarsgård, James Caan és Lauren Bacall. A film hossza 178 perc. A filmet a Cannes-i filmfesztiválon mutatták be 2003. május 19-én. Magyarországon 2003. december 4-én volt a premiere.

## Cselekmény
Dogville a Sziklás Hegységben fekszik, Amerikában. Lakói jó, becsületes, városukat szerető emberek. Az épületek többsége szánalmas állapotban van, őszintén szólva egy nyomortanyára emlékeztetett a hely.
Az egyik este egy ismeretlen nő tűnik fel a főutcán, akit Grace-nek hívnak. Kiderül, hogy gengszterek elől menekült a városba, akik nem nyugszanak, amíg meg nem találják őt. Tom, a város egyik legbefolyásosabb embere talál rá, összehívja a lakókat és elmondja nekik Grace történetét. Az emberek úgy döntenek, hogy adnak Grace-nek két hét próbaidőt, de ha egyvalaki is úgy dönt, hogy távoznia kell, akkor azon nyomban el kell hagynia a várost. Grace kedvesen viszonyul mindenkihez, felajánlja a segítségét a lakóknak, de kiderül, hogy senki sem szorul segítségre. Aztán mégis mindenki talál valami munkát Grace-nek, aki boldogan segít mindenkinek. A próbaidő lejár, az emberek pedig úgy döntenek, hogy maradhat Grace. De a rendőrség többször is megjelenik a városban, Grace képével ellátott plakátokat ragasztanak ki a falra, és jutalmat is kínálnak a nyomravezetőnek. A város lakói nem küldik el Grace-t, de úgy döntenek, hogy többet kell dolgoznia, és a fizetését is csökkentik. Grace jobb híján beleegyezik a dologba, semmiféleképpen sem akar visszamenni a gengszterekhez. Ahogy telik az idő, a város lakói egyre rosszabbul kezdenek bánni Grace-el, egy férfi meg is erőszakolja őt, ezért ő meg akar szökni. Tom, aki időközben gyengéd érzelmeket kezdett táplálni Grace iránt, segít neki a szökésben, az a terv, hogy a fuvarost lefizetik, ő meg elbújtatja Grace-t a rakomány között. Útközben azonban a fuvaros azt mondja Grace-nek, hogy baj van, több fizetségre van szüksége, Grace természetben is fizethet, szóval megerőszakolja őt. Aztán Grace elalszik, és mire felébred, rájön, hogy a fuvaros Dogville-be hozta vissza őt, ahol az emberek nagy haragra gerjedtek Grace szökéspróbálkozása miatt, ezért egy nagy vashoz láncolják a nyakánál fogva, és egy csengőt is akasztanak rá, így biztosan nem fog megszökni ismét.
Ezután Grace élete rémálommá alakul, sorban járnak hozzá a férfiak, akik azzal fenyegetőznek, hogy feladják őt, ha nem fekszik le velük. A gyerekek is semminek nézik őt, sárral dobálják. Aztán Tom unszolására Grace kitálal a városlakóknak, akik emiatt úgy döntenek, hogy eljött az ideje megszabadulni Grace-től, és Tom segítségével felhívják a gengsztereket, akik nagyszámban meg is jelennek Dogville-ben. De kiderül, hogy a főgengszter Grace apja, és a nő azért menekült el tőle, mert nem értett egyet az erkölcsi világnézetével. Most azonban a férfi arra kéri Grace-t, hogy legyen újra a lánya, hatalmat is ad a kezébe. Grace gondolkozik egy darabig, és úgy dönt, hogy hazamegy, a városban lelő mindenkit, aztán pedig felgyújtja a helyet

## Szereplők
| Szerep       | Színész              | Magyar hang        |
| ------------ | -------------------- | ------------------ |
| Mesélő       | John Hurt            | Haás Vander Péter  |
| Grace        | Nicole Kidman        | Kisfalvi Krisztina |
| Tom Edison   | Paul Bettany         | Zámbori Soma       |
| Jack McKay   | Ben Gazzara          | Fülöp Zsigmond     |
| A Nagy Ember | James Caan           | Kristóf Tibor      |
| Chuck        | Stellan Skarsgård    | Faragó András      |
| Ben          | Zeljko Ivanek        | Oberfrank Pál      |
| Martha       | Siobhan Fallon Hogan | Málnai Zsuzsa      |